# Château de Rocca San Felice
Le château de Rocca San Felice est un château médiéval situé sur une colline dominant la commune de Rocca San Felice, province d'Avellino en Campanie,. 

## Historique
La date exacte de construction du château n'est pas connue mais il est probable que sa construction ait eu lieu vers 850 par les Lombards pour défendre le duché de Bénévent contre les invasions byzantines. Avec l'occupation normande, à partir de 1076, il fut restauré et agrandi ; entre 1150 et 1160, il est mentionné pour la première fois dans un document écrit, dans le Catalogus baronum, sous le nom de Castellum Sancti Felicis, lorsque le propriétaire était Ruggiero de Castelvetere, vassal d'Elia Gesualdo. On suppose qu'en 1236 le fils de Frédéric II de Souabe, Henri II de Souabe, fut emprisonné dans les cachots : la légende raconte que sa femme, Marguerite d'Autriche, errait parmi les ruines les nuits de pleine lune à la recherche de son mari.

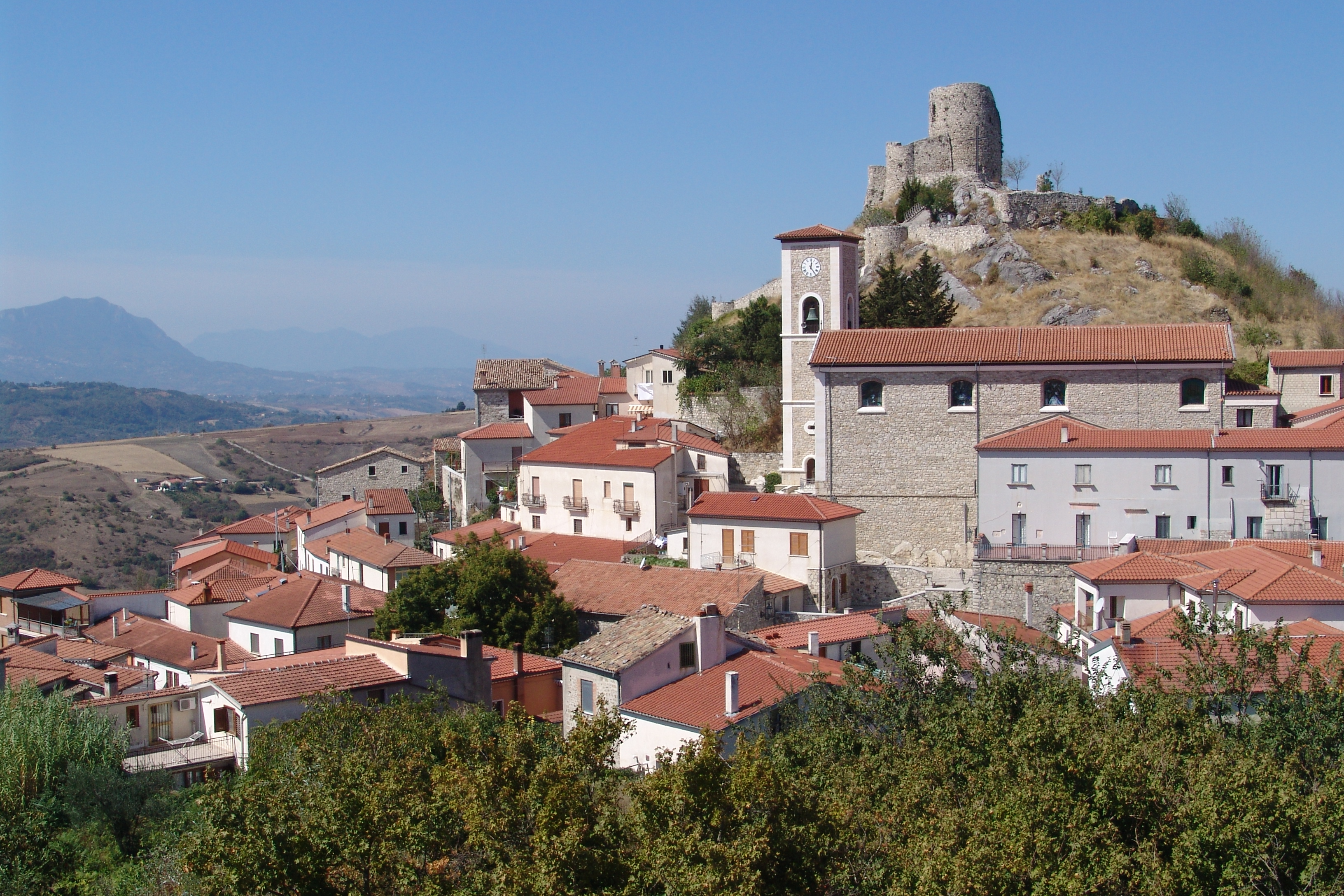
Le château dominant le village.

Par la suite, le château perdit sa fonction défensive pour être utilisée à des fins résidentielles : elle appartenait à la famille d'Aquino, à la famille Saraceno à partir de 1440, sous laquelle il fut dévasté par un tremblement de terre en 1456, à la famille Caracciolo, par la famille Reale, qui s'en chargea en 1603 pour sa restauration, notamment le baron Francesco Reale, et enfin la famille Capobianco, jusqu'en 1806. Pendant un certain temps, il fut utilisé comme atelier de forgeron, puis fut abandonné.

## Description
Grâce à une estampe de 1783, il a été possible de retracer la physionomie du château de cette époque, c'est-à-dire organisé avec une muraille avec deux tours qui délimitaient l'espace sur lequel se trouvait le village.
Construit sur un éperon rocheux, à 750 m d'altitude, une porte située à l'intérieur de la ville, une partie de l'enceinte de la ville et le donjon restent bien visibles. Après avoir passé une première entrée, se trouve une cour où étaient autrefois placés les artisans et les soldats ; une deuxième entrée donne dans la cour où se trouve le donjon. Celui-ci a été construit au XIIe siècle, a un diamètre de dix mètres et des murs en pierres sèches d'environ deux mètres et demi d'épaisseur. Partiellement conservé, il s'élevait sur quatre niveaux : au premier étage se trouvait la citerne, encore visible, avec un débarras, au deuxième étage la cuisine, avec four et puits, au troisième étage, auquel on accédait par un escalier extérieur en bois, et au quatrième étage, accessible par un escalier extérieur en pierre, les espaces de vie ; en particulier le troisième étage était équipé d'un lavabo et de latrines. Le sommet de la tour, en plus de sa fonction de belvédère, possédait un toit en pente pour la collecte des eaux de pluie qui étaient canalisées directement dans la citerne.

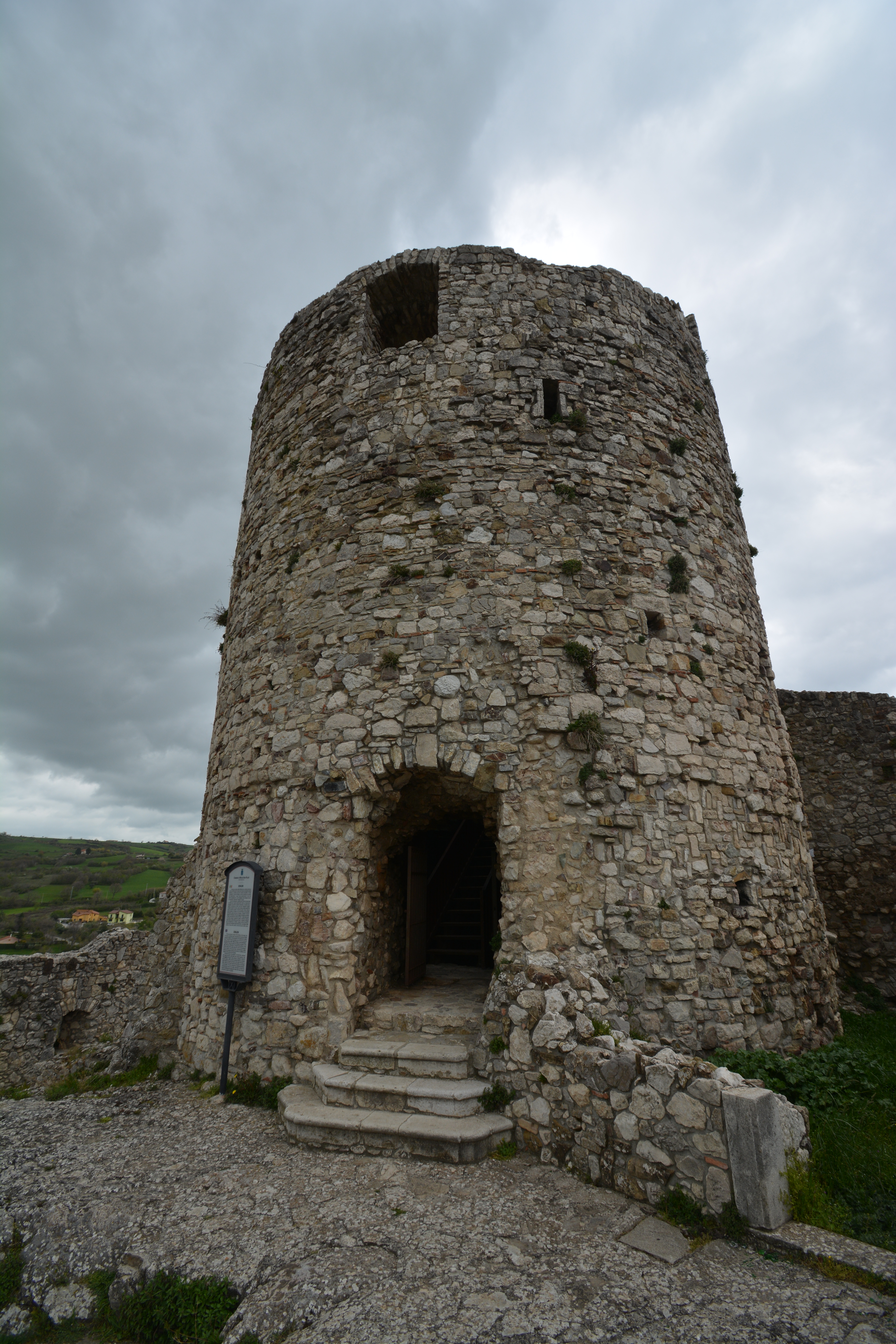
Le donjon.